# Takamimusubi
Takamimusubi (jap. 高御産巣日神; 高皇産霊神 Takamimusubi no kami; lub 高皇産霊尊, Takamimusubi no mikoto, Najwyższa Święta Moc Życiodajna) – jeden z bogów w japońskiej religii shintō. 
Uważany za najważniejsze obok Amaterasu bóstwo, jej męża i współrządcę świata.
Zgodnie z wiarą należał do pierwszego trojga istot, jakie się pojawiły na świecie; wyłonił się z przedwiecznego chaosu zaraz po Amenominakanushim. Uważany był za bóstwo opiekuńcze rodu cesarskiego, elementy jego kultu były obecne w wielu ceremoniach dworskich. Modły do Takamimusubiego miały zapewnić cesarzowi długie i pomyślne rządy.